# 알래스카 썬더퍽
알래스카 썬더퍽(Alaska Thunderfuck, 1985년 3월 6일 ~ )은 미국의 드래그 퀸, 음악가이다. 《루폴의 드래그 레이스》를 통해 이름을 알렸으며 시즌 5에서 최종 2위, 올스타 시즌 2에서는 우승을 했다.

## 음반 목록
- Anus (2015)
- Poundcake (2016)
- Vagina (2019)
- Red 4 Filth (2022)